# إجراء برلماني

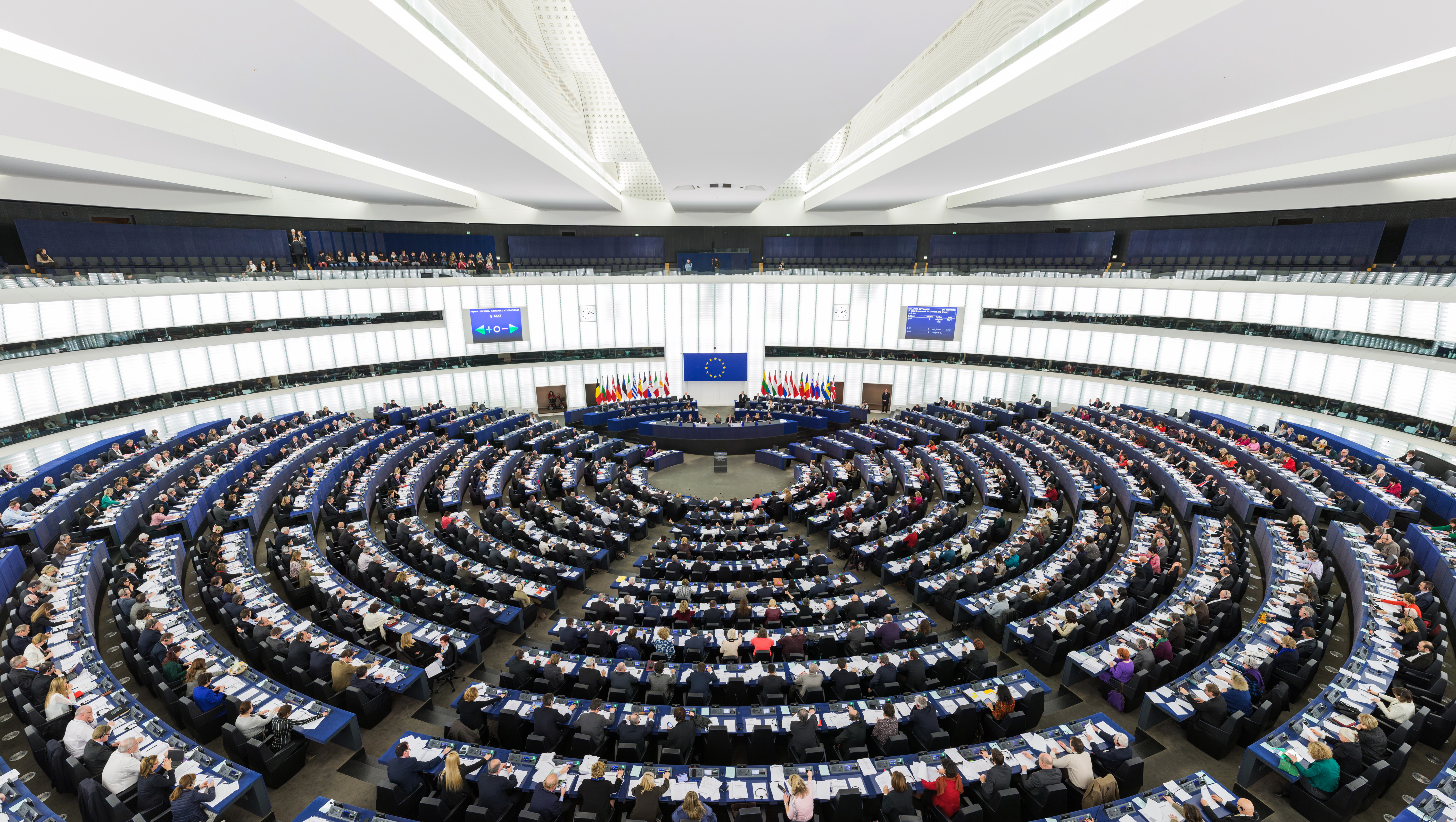
البرلمان الأوروبي خلال جلسة عامة في عام 2014

الإجراء البرلماني (بالإنجليزية: Parliamentary Procedure)، هو مجموعة القواعد والأخلاقيات والعادات التي تنظم الاجتماعات وغيرها من عمليات النوادي والمنظمات والهيئات التشريعية وغيرها من الجمعيات التداولية.
في كل من المملكة المتحدة وكندا وأيرلندا وأستراليا ونيوزيلندا وجنوب إفريقيا وغيرها من البلدان الناطقة بالإنجليزية، كثيرًا ما تُسمى مثل هذه الإجراءات بالرئاسة أو الترأس أو قانون الاجتماعات أو إجراءات الاجتماعات أو إدارة الاجتماعات. في الولايات المتحدة، يُشار إلى الإجراءات البرلمانية أيضًا باسم القانون البرلماني أو الممارسة البرلمانية أو الإجراءات التشريعية أو النظام الداخلي.
يتمثَّل الهدف من هذه الإجراءات في السماح بالتداول بشأن القضايا التي تهم المنظمة للتوصل إلى هدف الجمعية ورغبتها في طرح تلك القضايا. تتبع المنظمات المتمتعة بالحكم الذاتي الإجراء البرلماني للمناظرة حول قرارات الجماعة – عادةً ما يكون ذلك بالتصويت - مع أقل خلاف ممكن.
تتألف القواعد النظامية من مجموعة من القواعد المكتوبة من قِبَل الهيئة نفسها (يُشار إليها غالبًا بالنظام الداخلي)، ولكن عادةً ما تُستكمل من قِبَل سلطة برلمانية مُعلنة اعتمدتها الهيئة. وغالبًا ما توجد قواعد نظامية شاملة مكتوبة تعمل من خلالها المجالس التشريعية الوطنية أو مجالس الولايات/المقاطعات أو غيرها من المجالس التشريعية الكاملة النطاق، في حين تقوم الهيئات غير التشريعية بكتابة واعتماد مجموعة محدودة من القواعد وتطبيقها عند الحاجة.

## التاريخ
أُخِذ اسم هذا المصطلح من خلال استخدامه في النظام البرلماني للحكومة.
في القرنين السادس والسابع عشر، وُضعت القواعد النظامية في البرلمانات الأولى لإنجلترا. في 1560، بدأ السير توماس سميث بكتابة الإجراءات المقبولة ثم نشر كتابًا عنها لمجلس العموم عام 1583. شملت القواعد الأولى:
- مناقشة موضوع واحد فقط في كل اجتماع (1582)[4]
- تجنّب الجدالات الشخصية في النقاش (1604)[3]
- يجب أن تقتصر المناقشة على موضوع البحث فحسب (1610)[3]
- تقسيم السؤال في حال عدم وضوحه للجميع (1640)[3]

### إجراءات ويستمنستر
تُطَّبق إجراءات ويستمنستر البرلمانية في العديد من بلدان الكومنولث، بما في ذلك المملكة المتحدة وكندا وأستراليا ونيوزيلندا والهند وجنوب إفريقيا.
في كندا على سبيل المثال، يستخدم مجلس العموم الإجراءات والممارسات الخاصة به بوصفها السلطة الإجرائية الأساسية. من بين هذه القوانين الأخرى، القواعد والأشكال البرلمانية لأرثر بوشسن في مجلس العموم الكندي، والإجراءات والممارسات البرلمانية للسير جون جورج بورنو في مجال سيادة كندا، قانون وامتيازات وإجراءات البرلمان من بريطانيا لإرسكين ماي.

### الإجراءات الأمريكية
وُضعت قواعد كونغرس الولايات المتحدة وطُورت بحسب الإجراءات البرلمانية المستخدمة في بريطانيا. تُتَّبع الإجراءات البرلمانية الأمريكية في العديد من الدول، بما في ذلك إندونيسيا والفلبين والمكسيك وكوريا الجنوبية.

### إجراءات أخرى
ابتعدت إجراءات البرلمان الياباني عن النموذج البرلماني البريطاني. في اليابان المُحتلة، عملت جهود بعض الأفراد على جعل الإجراءات البرلمانية اليابانية أكثر تماشيًا مع ممارسات الكونغرس الأميركي. في اليابان، تُعتبر المفاوضات غير الرسمية أكثر أهمية من الرسمية منها.
تحكُم مدونات القواعد النظام المكتوبة في إيطاليا مجلس النواب: يجري الحكم على المحكمة الدستورية من خلال ما هو أبعد من هذه القواعد، متجاوزةً بذلك الوظيفة البرلمانية أو السياسية (الحكم رقم 120 من عام 2014)، وأيضًا من خلال عملية تطبيقها السيء في حال غياب القانون.

## أنماط استخدام السلطة البرلمانية
يستند الإجراء البرلماني إلى مبادئ السماح للأغلبية باتخاذ القرارات بفعالية وكفاءة (قاعدة الأغلبية)، مع ضمان الإنصاف تجاه الأقلية ومنح كل عضو أو مندوب حق التعبير عن رأيه. من خلال التصويت، تُحدّد الجمعية رغباتها وأهدافها. قد تعمل كل جمعية على وضع مجموعة قواعد خاصة بها، ولكن كثيرًا ما تتشابه هذه القواعد فيما بينها. من الممارسات الشائعة التي يقومون بها، اعتماد كتاب مرجعي موحَّد حول الإجراءات البرلمانية وطلب تعديله بواسطة نظام خاص يحلّ محلّ السلطة المُعتَمدة.
تقوم بُنية برلمانية بأعمالها من خلال الاقتراحات التي تؤدي نهايةً إلى اتخاذ إجراءات. يعرض الأعضاء أعمالهم أمام الجميع من خلال تقديم اقتراحات رئيسية أو التخلص من هذه الأعمال من خلال اقتراحات فرعية واقتراحات عرضية. تسمح الإجراءات البرلمانية بوضع قواعد خاصة بالترشيح والتصويت والإجراءات التأديبية والطعون والمستحقات وصياغة المواثيق والدساتير والأنظمة الداخلية.